# Bojana Bjeljac

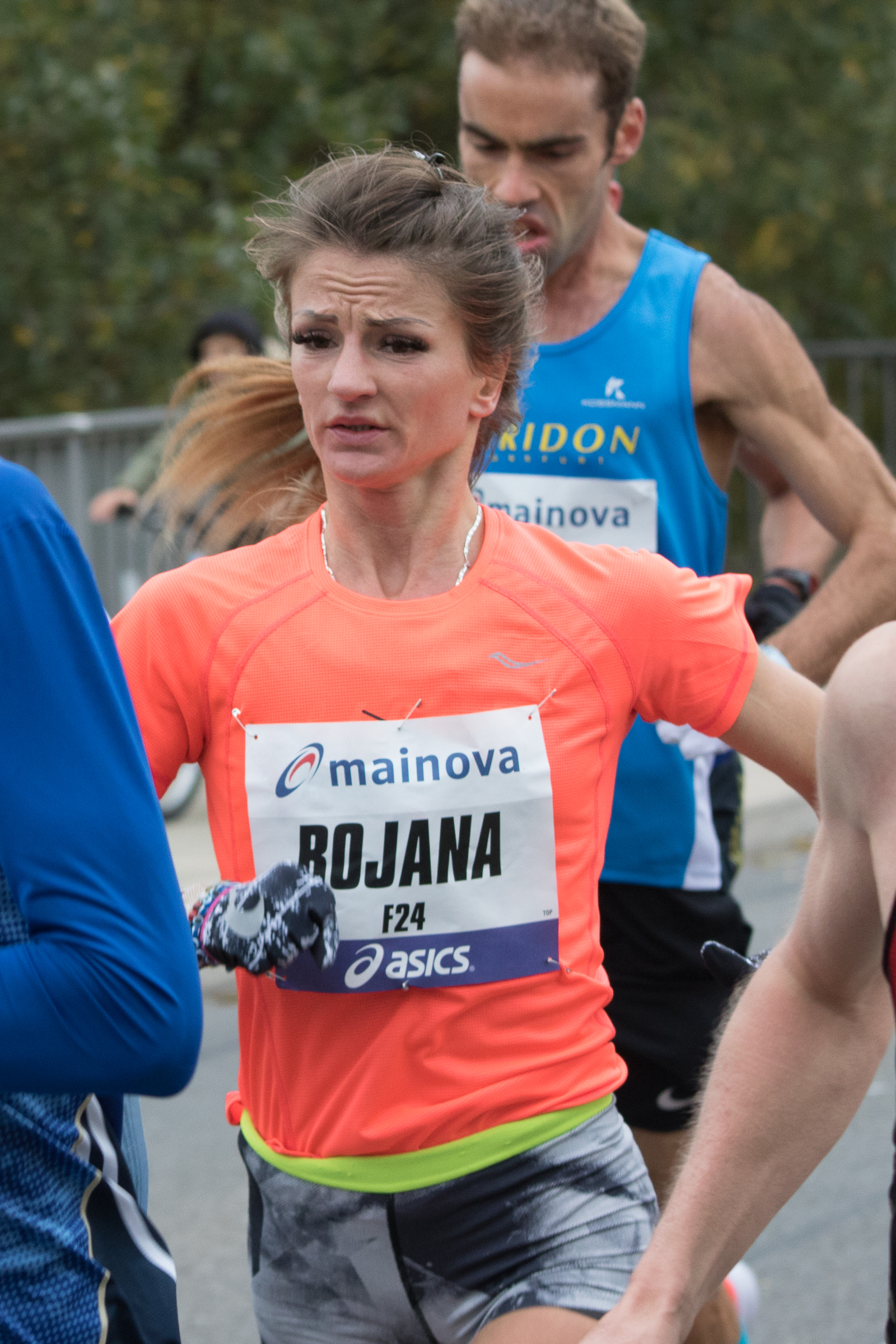
Bojana Bjeljac beim Frankfurt-Marathon

Bojana Bjeljac (* 10. April 1989 in Bosanski Novi, SR Bosnien und Herzegowina, SFR Jugoslawien) ist eine kroatische Leichtathletin, die sich auf den Langstreckenlauf spezialisiert hat.

## Karriere
Im Jahr 2017 ging sie sowohl erstmals bei den kroatischen Hallenmeisterschaften als auch bei den kroatischen Meisterschaften an den Start. Die Hallenmeisterschaften fanden in der österreichischen Hauptstadt Wien statt, und Bojana Bjeljac startete im 3000-Meter-Lauf, wo sie hinter Matea Parlov die Silbermedaille gewann. Am 15. April 2017 nahm sie in Zagreb an den kroatischen Meisterschaften im 10.000-Meter-Lauf teil, die nicht Teil der eigentlichen kroatischen Meisterschaften sind. Erneut sicherte sie sich hinter Kristina Hendel die Silbermedaille. Bei den richtigen kroatischen Meisterschaften startete sie am 8. Juli 2017 im 5000-Meter-Lauf und gewann ihre dritte Silbermedaille hinter der Siegerin Matea Matošević.
Erstmals konnte sie bei den kroatischen Meisterschaften 2018 einen Meistertitel erringen. Am 28. Juli 2018 startete sie im 5000-Meter-Lauf und sicherte sich ihren ersten Meistertitel in einer Zeit von 16:44,17 Minuten. Einen Tag später sicherte sie sich im 3000-Meter-Lauf in 9:38,90 Minuten ihren zweiten Meistertitel. Am 16. September 2018 ging sie bei der siebten Austragung der Balkan Half Marathon Championships an den Start und sicherte sich in einer Zeit von 1:14:56 Stunden hinter der Serbin Olivera Jevtić den zweiten Platz und damit die Silbermedaille.
Beim Marathon der Olympischen Sommerspiele 2020, der abweichend in Sapporo stattfand, kam sie als 53. ins Ziel.